# Se o Mar Contasse
Se o Mar Contasse foi uma telenovela brasileira exibida pela TV Tupi de 3 de julho a 7 de setembro de 1964, escrita por Ivani Ribeiro, baseada no original de Manuel Muñoz Rico e dirigida por Geraldo Vietri.

## Trama
Em uma aldeia de pescadores, Marcos faz chantagem com o milionário Ramires, o que acaba levando a uma tragédia que envolve a todos os moradores.

## Elenco
- Henrique Martins.... Marcos
- Ana Rosa.... Zurá
- Maria Isabel de Lizandra.... Nanci
- Luiz Gustavo.... Polo
- Elias Gleizer.... Ramires
- Wanda Kosmo.... tia Bé
- Marisa Sanches.... Rachel
- Rolando Boldrin.... Bruno
- Eleonor Bruno.... Cida
- Rildo Gonçalves.... padre Juca
- Elísio de Albuquerque.... Matusalém
- Sérgio Galvão.... Medeiros
- João Monteiro.... Leôncio
- Régis Cardoso
- Aparecida de Castro
- Marcos Plonka
- Irenita Duarte